# Jarmila Rážová
Jarmila Rážová (* 14. September 1961) ist eine tschechische Epidemiologin und Hygienikerin.

## Leben
Sie studierte Epidemiologie, Hygiene und öffentliche Gesundheit während ihres Medizinstudiums an der Universität für Verteidigung in Brünn und der Stanford University. Sie begann ihre Karriere als Hygienikerin in Nymburk. Von 2003 bis 2007 war sie beim Tschechischen Gesundheitsministerium angestellt, wo sie bis zur Abteilungsleiterin aufstieg. Von 2008 bis 2009 arbeitete sie beim nationalen Institut für Gesundheit Státní zdravotní ústav, wo sie zwei Abteilungen leitete. Anschließend wechselte sie nach Prag, wo sie in gleicher Funktion als Hygienikerin für öffentliche Gesundheit verantwortlich war.
Am 12. März 2020 wurde sie während der COVID-19-Pandemie in Tschechien zur Leitenden Hygienikerin des Landes ernannt. Sie ersetzte damit ihre Vorgängerin Eva Gottvaldová.